# Služebnice Nejsvětějšího Srdce Ježíšova (Madrid)
Služebnice Nejsvětějšího Srdce Ježíšova (španělsky: Esclavas del Sagrado Corazón) je ženská řeholní kongregace, jejíž zkratkou je A.C.I.

## Historie
Kongregaci založil v Madridu Rafaela Porras y Ayllón.
Na radu svého duchovního otce Antonia Ortize de Urruela vstoupila do noviciátu Společnosti Marie Reparatrix. Roku 1877 s dalšími 15 sestrami opustily noviciát a se souhlasem kardinala Juana de la Cruz Ignacio Moreno y Maisanove začaly vést společný život.
Jako kongregace byla komunita zřízena 14. dubna 1877. Roku 1886 získala od Svatého stolce decretum laudis. Dne 25. září 1894 byly schváleny její stanovy.

## Aktivita a šíření
Věnuji se výchově mládeže.
Jsou přítomny v Evropě (Francie, Irsko, Itálie, Portugalsko, Spojené království, Španělsko), v Americe (Argentina, Bolívie, Chile, Kolumbie, Ekvádor, Panama, Peru, USA, Uruguay), v Asii (Filipíny, Japonsko, Indie a v Africe (Kamerun); generální kurie se nachází v Římě.
K 31. prosinci 2005 měla 1311 sester ve 132 domech.